# 金龙镇街道
金龙镇街道，中华人民共和国新疆维吾尔自治区克拉玛依市白碱滩区下属的一个街道，位于市区东南部。

## 建制沿革
- 1987年，置金龙镇办事处；
- 2000年4月，正式隶属克拉玛依区。
- 2017年4月1日，金龙镇街道的管理权正式从克拉玛依区移交到白碱滩区[1]

## 行政区划
金龙镇街道下辖5个社区：
- 田园社区、油龙社区、金华社区、友好社区、万向社区